# Kiss Zoltán (bankár)
Kiss Zoltán (Székesfehérvár, 1974. április 10.) vállalati bankár, Raiffeisen Bank Zrt. ügyvezető igazgatója, a Raiffeisen Corporate Leasing Zrt. igazgatóságának tagja.

## Tanulmányai
Középiskolai tanulmányait 1988 és 1992 között a székesfehérvári József Attila Gimnáziumban folytatta, majd a Budapesti Gazdaságtudományi Egyetem tőzsde-pénzintézet szakirányának hallgatója volt, ahol 1996-ban végzett. Ezt követően felvételt nyert az UniCredit Bank (akkor Creditanstalt Bank AG) és a Wirtschaftsuniversität Wien másfél éves, “on the job” nemzetközi vezetőutánpótlás képző programjára, amelyet részben Bécsben, részben Budapesten végzett el 1998-ban. Ezen időszakban egy lakossági fiók különböző feladatkörein túl a vállalati bank területeit ismerte meg, különösen az értékesítés, kockázatkezelés és treasury területeken. 2001-ben a Budapesti Corvinus Egyetem esti szakán szerzett Vállalatgazdaságtan szakirányon MSc diplomát.

## Szakmai tevékenysége
Főiskolai tanulmányai alatt német tolmácsként, illetve budai nagy értékű ingatlanok eladásával és bérbeadásával foglalkozó ingatlanügynökként dolgozott.
1998-tól nagyvállalati akvizítorként, majd 1999-től nagyvállalati deskvezetőként dolgozott. 2000 őszétől az Erste Bank Zrt. vállalati üzletágának stratégiai és üzletfejlesztési területét hozta létre. Részt vett a Mezőbank-Agrobank alapokon nyugvó magyarországi Erste modernizálásában, illetve projektvezetőként levezényelte az Erste akvizícióját és összeolvadását a Postabank vállalati területével. Aktív részese volt a vállalati bankhoz kapcsolódó lízing, faktoring tevékenység beindításának, illetve az Erste nyugdíjpénztárakkal való együttműködés fejlesztésének.
2005 tavaszától részt vett a HYPO Alpe-Adria Leasing AG magyarországi fióktelepének, majd a magyarországi finanszírozási Zrt. megalapításában, ami elsősorban luxusjavak cross-border finanszírozásával, illetve magyarországi ingatlanfejlesztések finanszírozásával foglalkozott.
2010-től a magyarországi Volksbank Zrt. igazgatósági tagja, majd vezérigazgató-helyettese lett
2011 őszétől 2015 nyaráig a Raiffeisen Bank Zrt. vállalati üzletágát vezette, mely terület a vállalati banki stratégiáért és termékfejlesztéséért volt felelős. Ezen időszakban projektvezetőként átszervezte a vállalati bank szervezetét és működését. 2015 nyarán a vállalati régiós és nemzetközi ügyfelekért felelős értékesítési hálózat irányításával bízták meg.

## Család
Párkapcsolatban él, 2 gyermek édesapja.
A magyar mellett felsőfokon beszél németül és angolul. Hobbija a gokart.